# Adenanthos pungens
Adenanthos pungens är en tvåhjärtbladig växtart. Adenanthos pungens ingår i släktet Adenanthos och familjen Proteaceae.

## Underarter
Arten delas in i följande underarter:
- A. p. effusa
- A. p. pungens